# João Neiva (kommun)
João Neiva är en kommun i Brasilien.   Den ligger i delstaten Espírito Santo, i den sydöstra delen av landet, 900 km sydost om huvudstaden Brasília. Antalet invånare är 15 808.
Följande samhällen finns i João Neiva:
- João Neiva

Omgivningarna runt João Neiva är en mosaik av jordbruksmark och naturlig växtlighet. Runt João Neiva är det ganska tätbefolkat, med 120 invånare per kvadratkilometer.